# Proteuxoa sanguinipuncta
Proteuxoa sanguinipuncta là một loài bướm đêm thuộc họ Noctuidae. Loài này có ở Queensland, New South Wales, Victoria, Tasmania, Nam Úc, và phía nam Tây Úc.
Sải cánh dài khoảng 40 mm.
Ấu trùng ăn nhiều loại cỏ.

## Hình ảnh

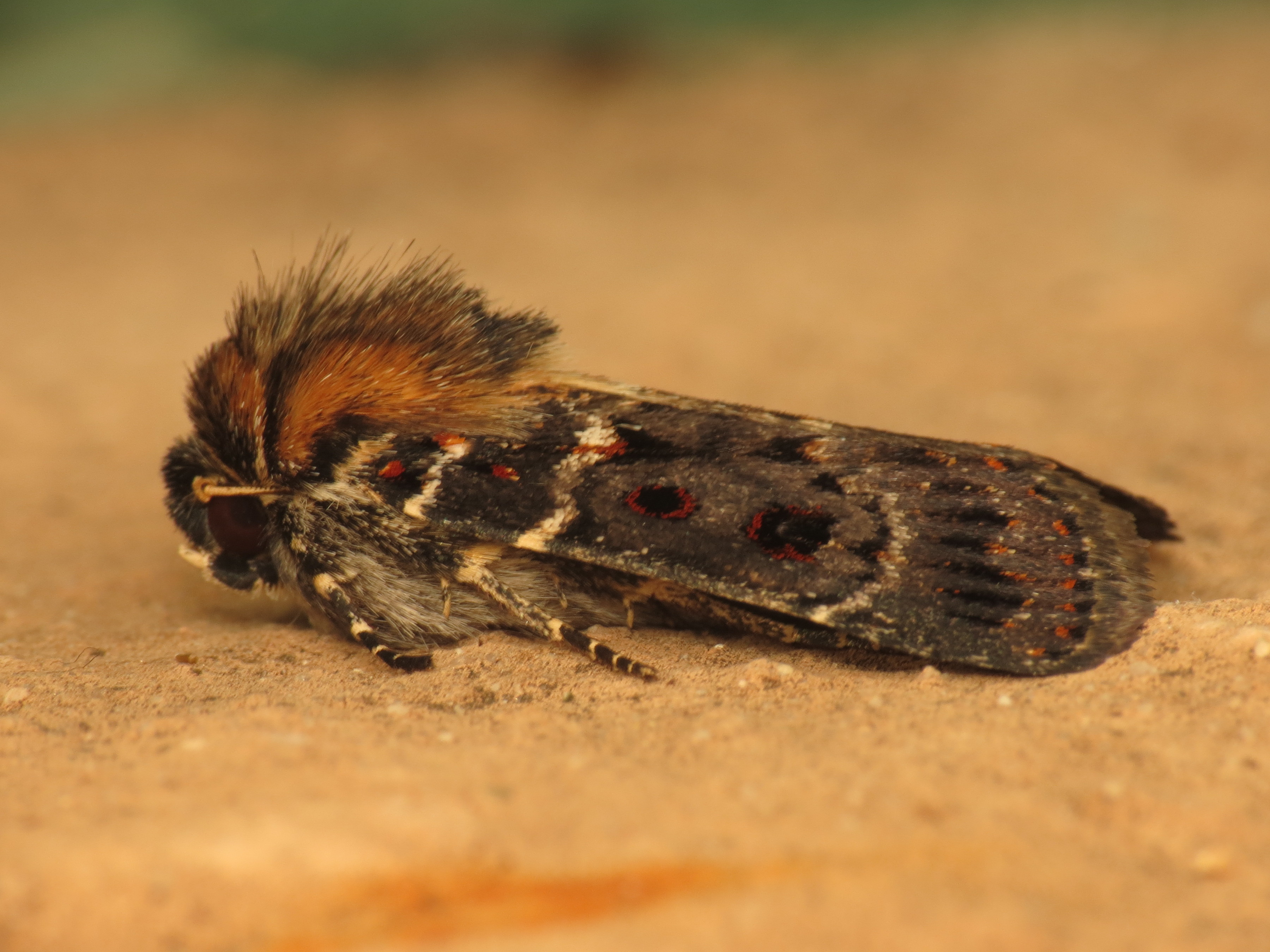
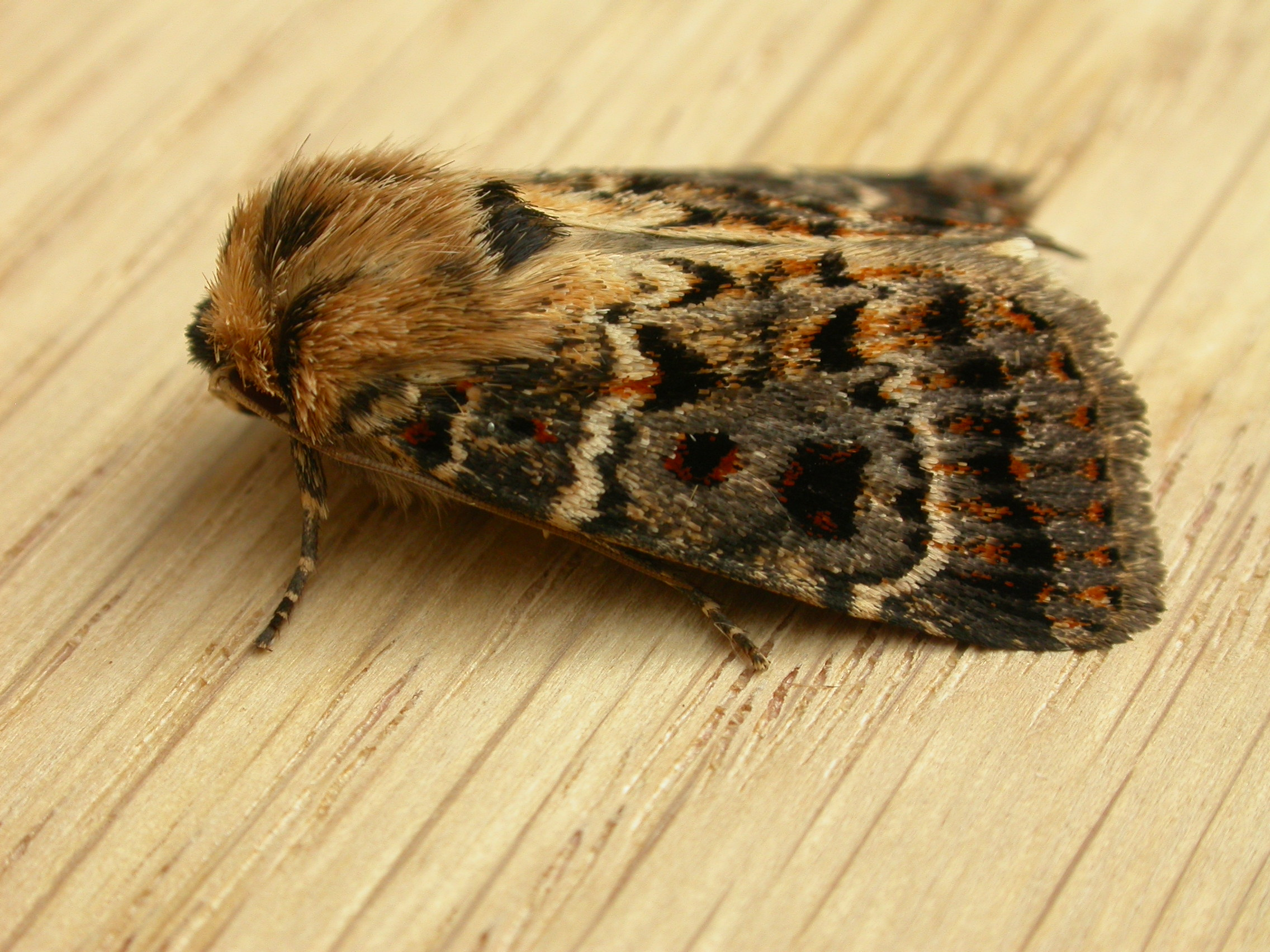
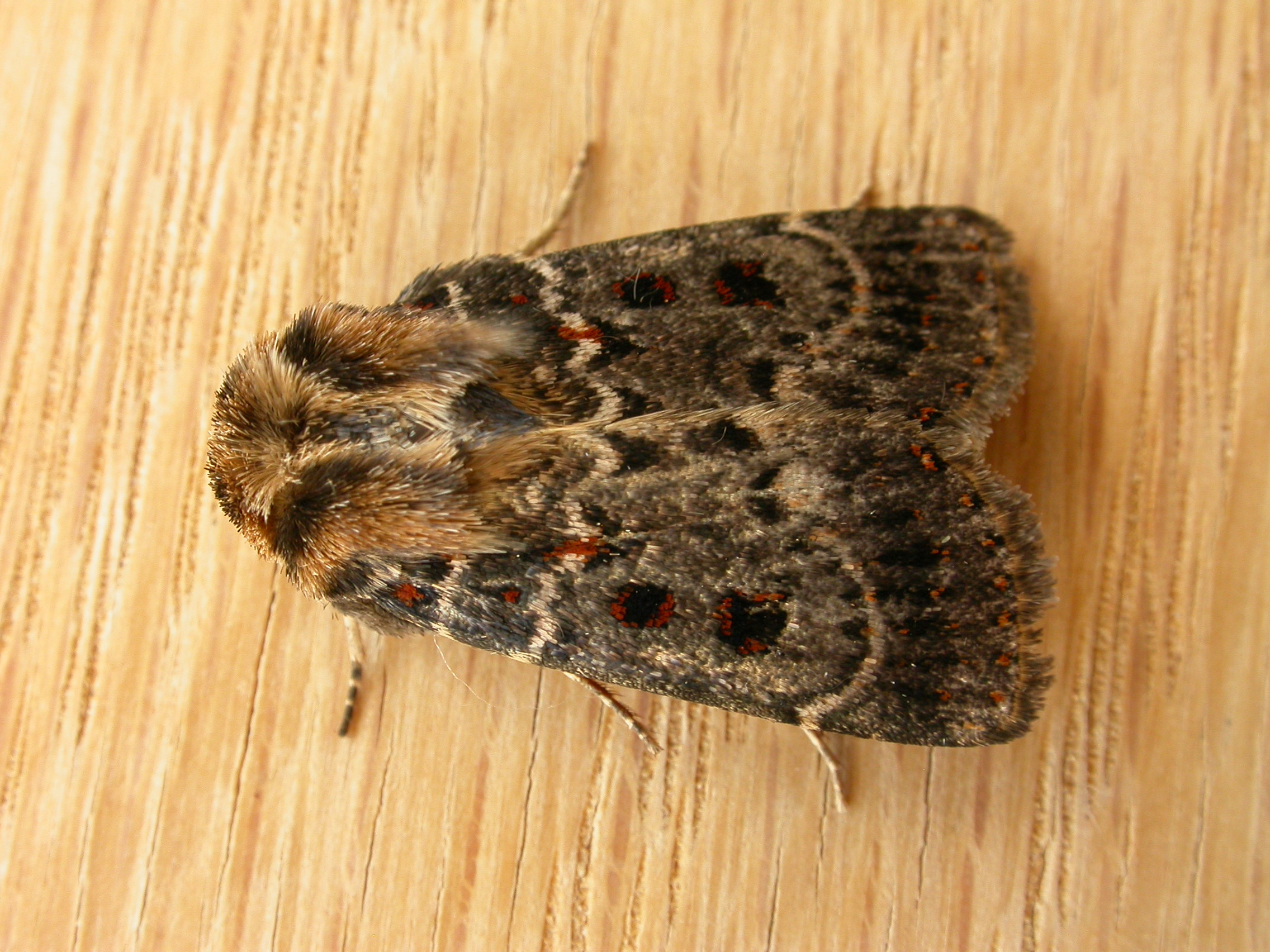
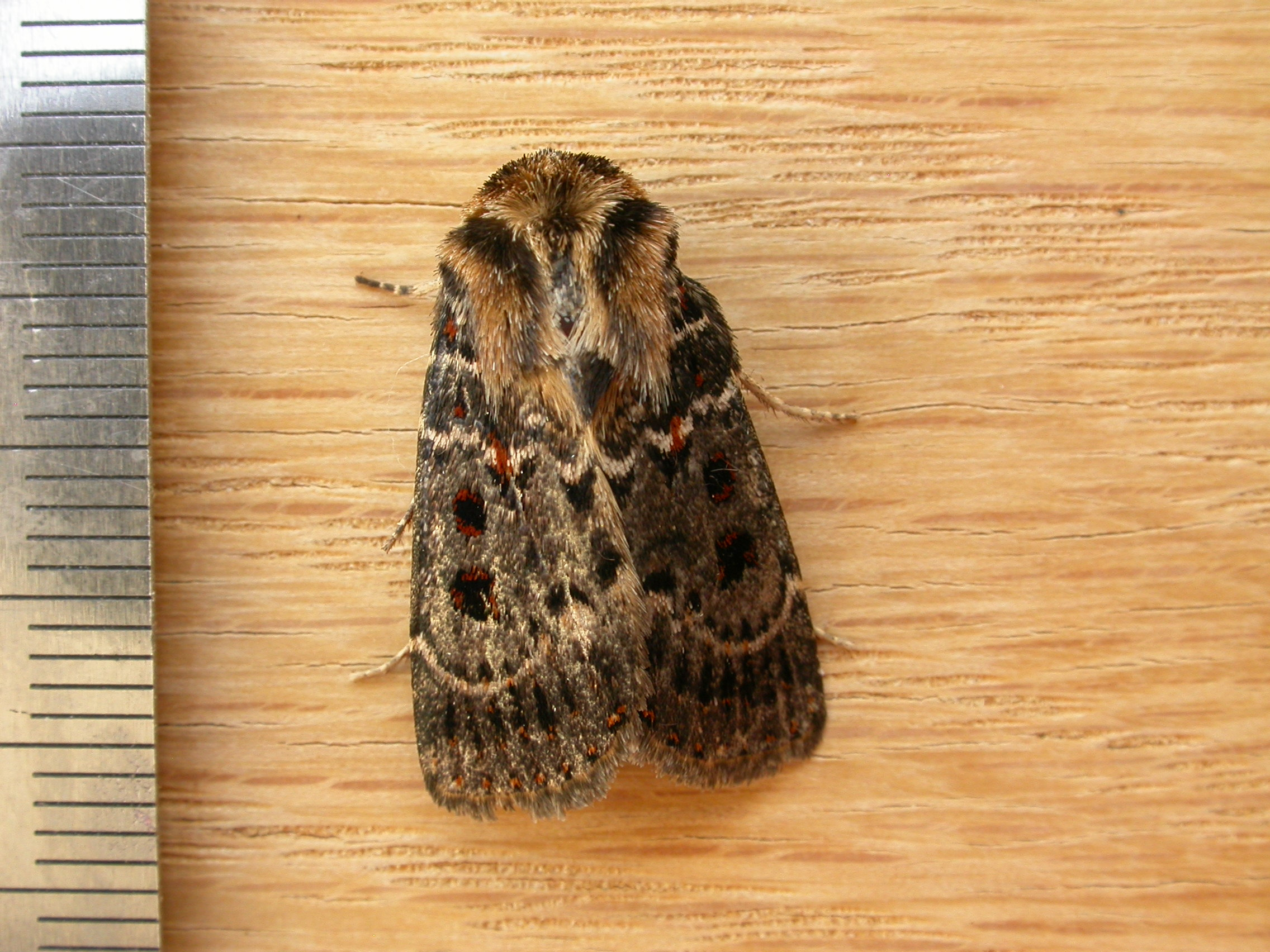